# Туннель под Москвою рекою (1657)
Туннель по Москвою рекою — один из первых в мире проектов и попытки сделать туннель под естественной речной преградой.
По указу царя Алексея Михайловича (02 ноября 1657), с задачей сделать проход под Москвою-рекою, мастер подкопных дел из Смоленска — Василий Азанчеев, в Земляном городе за Пречистенскими воротами, напротив Крымского двора, выкопал погреб с подкопом под Москву реку.
Подкоп начинался за 35 сажень (сажень 2,16 метра) до реки, вход с погребом в длину 4 сажени, поперёк 2 сажени, вниз 15 ступеней и до нижней ступени в глубину 2 сажени.  В данном месте пошли грунтовые воды, которые выкачивали весь день и Василий Азанчеев прекратил работы сказав, что в данном месте бьёт родник и строить здесь невозможно.
Работы перенесли выше по течению реки на 35 сажень и выкопали второй погреб за 70 сажень от реки и с теми же параметрами, но их постигла та же участь, пошли грунтовые воды, которые откачивали и день и ночь, но вода не убывала.
После этих неудач, Василий Азанчеев был послан искать иное место, для воплощений замысла и данное место была найдено напротив Новинского монастыря. О вновь выбранном месте боярин, князь Юрий Алексеевич Долгоруков доложил царю Алексею Михайловичу и по его велению (09 ноября 1657), разрешено делать третий подкоп напротив Савинского монастыря.